# The Bourne Supremacy
The Bourne Supremacy és una pel·lícula nord-americana d'acció de l'any 2004 dirigida per Paul Greengrass i protagonitzada per Matt Damon i Franka Potent. Tot i que pren el nom de la segona novel·la sobre Bourne (1986) de Robert Ludlum, la seva trama és completament diferent. La pel·lícula es basa en un guió de Tony Gilroy. És la segona entrega de la sèrie de pel·lícules de Jason Bourne. Va precedida per The Bourne Identity (2002), i la seguiren The Bourne Ultimatum (2007), The Bourne Legacy (2012) i Jason Bourne (2016).

## Argument
Dos anys després dels esdeveniments de la primera pel·lícula, Jason Bourne i Marie Kreutz es troben ara a Goa, Índia. Segueix tenint escenes retrospectives sobre la seva anterior vida com a assassí de la CIA, que les escriu en un quadern. A Berlín, els agents de la CIA subordinats a la sotsdirectora Pamela Landy estan executant un pagament de 3 milions de dòlars pels "Arxius Neski", documents en el robatori de 20 milions de dòlars set anys abans. Kirill, un agent del Servei Federal de Seguretat de Rússia, utilitza l'empremta digital de Bourne per incriminar-ho, mata als agents, i roba els arxius i els diners per al lliurament de l'oligarca rus Yuri Gretkov. Kirill, després, viatja a Goa per matar a Bourne..Però ell el descobreix i fuig amb Marie en un cotxe. Kirill dispara al conductor pensant que és Bourne, però mata a Marie. El seu vehicle cau d'un pont fins a un riu; Kirill assumeix que Bourne ha mort ofegat.
Bourne sobreviu i va a Nàpols, Itàlia, amb els diners i els passaports. Després de trobar la petjada de Bourne, Landy pregunta al director adjunt Abbott sobre l'Operació Treadstone, el programa extint de la CIA al que pertanyia Bourne. Landy diu a Abbott que l'agent de la CIA que va robar els 20 milions de dòlars, apareixia en els arxius Neski. Alguns anys abans, el polític rus Vladimir Neski estava a punt d'identificar el lladre, quan va ser suposadament assassinat per la seva esposa en un hotel de Berlín. Landy creu que Bourne i el supervisor de Treadstone, Alexander Conklin, hi estaven involucrats. Ella també creu que Bourne va matar als seus dos agents. Abbott i Landy van a Berlín per capturar-lo.
A Nàpols, Bourne deixa ser identificat pels guardes de seguretat. Deixa inconscient al seu interrogador de la CIA, còpia la seva targeta SIM del telèfon cel·lular i escolta en una trucada telefònica posterior, el que creu Landy que ell va fer. Bourne va a Múnic per visitar a l'únic operatiu de Treadstone existent, Jarda, qui informa a Bourne que Treadstone es va tancar després de la mort de Conklin. Jarda lluita amb ell, però Bourne el mata i fa esclatar la casa quan hi arriba un equip de la CIA. Bourne segueix Landy i Abbott mentre aquests pressionen a la extècnica de suport de Treadstone, Nicky Parsons, per saber més coses sobre Bourne. Bourne telefona Landy i ella li explica que està el persegueixen per haver matat dos agents seus a Berlín. Llavors Bourne prepara una trobada amb Nicky en públic.
Bourne segresta a Nicky en la Alexanderplatz, i esbrina d'ella que Abbott era el cap de Treadstone, no Conklin. Li venen records de quan va assassinar per primer cop, i va ser a Neski, a Berlín, però Nicky no sap res sobre aquest tema. Bourne visita l'hotel on va succeir l'assassinat recorda més detalls: va matar Neski per ordre de Conklin i quan l'esposa de Neski va aparèixer ell els mata i fa com si hagi sigut un assassinat i un suïcidi. Abbott mata al seu propi assistent quan aquest sospita que hi ha una conspiració contra Bourne. Mës trad, Bourne entra a l'habitació d'Abbott i escolta una conversa entre ell i Gretkov que els incrimina en el robatori dels diners. Abbott confessa ser el responsable de l'assassinat de Marie a Goa, l'assassinat de Neski per Bourne, i l'assassinat dels agents per Kirill, i que per això Bourne havia de quedar incriminat. Quan Landy sospita de la innocència de Bourne i s'enfronta a Abbott, aquest se suïcida. Bourne envia la cinta de la confessió d'Abbott a Landy.
Bourne va a Moscou per localitzar a Irena Neski, filla de Neski. Kirill apareix i fereix a Bourne en l'espatlla. Bourne aconsegueix un cotxe i Kirill el segueix en una persecució que acaba després que Bourne estavella el seu cotxe en un divisor de ciment; Kirill queda moribund. Bourne localitza la filla de Neski, i li aclareix que ell va matar els seus pares i que no va ser la seva mare qui ho va fer ni que ella es suicidés. Gretkov és arrestat per Landy, utilitzant les proves que va rebre de Bourne. Algun temps més tard, a la ciutat de Nova York, Landy rep una trucada telefònica de Bourne. Ella li expressa el seu agraïment per la cinta de la confessió d'Abbott abans de dir-li a Bourne que el seu veritable nom és David Webb i que va néixer el "15/04/71" a Nixa, Missouri. Bourne li diu que ella sembla cansada, la qual cosa indica que pot veure-la, abans de penjar i desaparèixer entre la multitud.

## Repartiment
- Matt Damon és Jason Bourne/David Webb.
- Franka Potent és Marie Helena Kreutz.
- Joan Allen és Pamela Landy.
- Brian Coix és Ward Abbott.
- Karl Urban és Kirill.
- Julia Stiles és Nicolette Parsons "Nicky".
- Karel Roden és Yuri Gretkov.
- Gabriel Mann és Danny Zorn.
- Marton Csokas és Jarda.
- Tom Gallop és Tom Cronin.
- John Bedford Lloyd és Teddy.
- Michelle Monaghan és Kim.
- Ethan Sandler és Kurt.
- Tomas Arana és Martin Marshall.
- Oksana Akinshina és Irena Neski.

## Recaptació i crítica
The Bourne Supremacy va aportar més de 52.521.865 dòlars el cap de setmana de l'estrena, situant-lo en el número 1 de la taquilla del cap de setmana (23-25 de juliol del 2004). La pel·lícula va recaptar uns 176.241.941 dòlars bruts (61,1%) a Amèrica del Nord, i amb el llançament internacional, 112.258.276 dòlars (38,9%), amb un total de 288.500.217 dòlars a tot el món.
La pel·lícula va rebre crítiques positives. El lloc web d'agregació Rotten Tomatoes concedeix a la pel·lícula un 82% basat en opinions de 195 crítics, amb una puntuació mitjana de 7,18/10. El consens del lloc diu "Una seqüela ben feta que proporciona emoció". A Metacritic, que es basa en opinions individuals, la pel·lícula va aconseguir una mitjana del 73% basada en 39 ressenyes, indicant "en general, comentaris favorables".

## Premis
- 2005 ASCAP Film and Television Music Awards - Millor banda sonora original: John Powell Guanyador
- 2005 Academy of Science Fiction, Fantasy & Horror Films - Millor actor: Matt Damon Nominat
- 2005 Broadcast Film Critics Association Critics Choice Millor pel·lícula Nominada